# Les Humanoïdes Associés
Les Humanoïdes Associés è una casa editrice di fumetti francese fondata nel 1974 da Jean-Pierre Dionnet, Philippe Druillet, Bernard Farkas e Moebius, e che ha pubblicato la rivista Métal Hurlant. Considerata rivoluzionaria nell'arte del fumetto, principalmente di fantascienza, fu fonte di ispirazione per artisti e registi come Ridley Scott per il suo film Blade Runner.

## Storia
Nel 1977, Métal Hurlant venne tradotta in inglese e distribuita nel Nord America e nei paesi del Commonwealth con il nome di Heavy Metal venendo così conosciuta a livello mondiale. Alcuni anni dopo la rivista in lingua inglese si separò dall'originale gruppo creativo creando una propria linea editoriale. Oggi la rivista anglofona si è allontanata di parecchio dallo spirito della corrispettiva francese.
Nel 1988 la casa editrice e tutte le sue pubblicazione furono comprate dal produttore ed editore svizzero Fabrice Giger che aveva 23 anni che la cambiò in una compagnia per lo sviluppo delle proprietà intellettuali. Da allora in meno di due decenni la compagnia ha sviluppato una delle più rispettabili serie di pubblicazioni del mondo con l'aiuto di autori come Moebius, Alejandro Jodorowsky, Enki Bilal, Milo Manara e Juan Giménez e albi di diversi generi.
Nel 2004 il produttore cinematografico Pierre Spengler divenne uno dei proprietari della compagnia, con l'intenzione di giocare un importante ruolo nella trasposizione delle pubblicazioni sul grande schermo.
La Humanoids Publishing è una casa editrice di fumetti fondata nel 1998 fondata da Fabrice Giger, come controparte americana dell'europea Les Humanoïdes Associés.